# Banneitz (Fabrikantenfamilie)
In Hameln, Hannover, Springe und Bad Münder befanden sich von der Mitte des 19. Jahrhunderts bis in die 1930er Jahre die Fabriken der Familie Banneitz. Sie fungierten hauptsächlich als Produktionsstätten für Stühle. 

## Familiengeschichte
Der Fabrikbesitz der Familie Banneitz wurde im Verlauf der Zeit an die Nachfahren übertragen. Während dieses Prozesses kam es auch zu Veränderungen der Art des Geschäfts als auch seines Standorts. Obwohl die Firmen Gebr. Banneitz und Banneitz & Co. aus der Banneitz’schen Ziegelei entstanden, stellten sie autonome Unternehmen dar.

### Johann Wilhelm Banneitz
In den 1840er Jahren verschlug es Johann Wilhelm Banneitz (1812–1862) nach Hameln an der Weser. Dort erlernte er das Maurerhandwerk und wurde kurze Zeit später in die städtische Zimmergilde aufgenommen. Mit seiner Frau Louise Adolphine bekam er vier Söhne: Otto, Emil, Carl und William. 1851 gründete er schließlich die Banneitz’sche Ziegelei. Das Unternehmen florierte aufgrund des Einwanderungswachstums in Hameln.

### Louise Adolphine Banneitz geb. Wolbrecht
Nach dem Tod von Johann Wilhelm Banneitz im Jahr 1862 übernahm seine Frau Louise Adolphine Banneitz (1824–1902) die Leitung der Ziegelei, um ihre Familie finanziell abzusichern. Ihre Söhne waren zu diesem Zeitpunkt noch nicht alt genug, um das Familienunternehmen zu übernehmen. Mit der Hilfe von Unternehmerfreunden und einem bekannten Ziegelmeister führte Louise Adolphine Banneitz die Firma 16 Jahre. Erst 1878 übertrug sie ihrem ältesten Sohn Otto die Leitung der Banneitz’schen Ziegelei.

### Otto Banneitz
Otto Banneitz (1850–1911) leitete das Banneitz’sche Unternehmen noch weitere zehn Jahre, bevor er es an den Ziegeleibesitzer Hermann Reese verkaufte. Grund dafür war die mittlerweile sehr große Anzahl von Konkurrenzunternehmen. Otto Banneitz hatte sich zu dieser Zeit bereits beruflich umorientiert und war nun in der Holzindustrie tätig. Gemeinsam mit seinem jüngeren Bruder Carl war er Besitzer einer Stuhlfabrik in Münder/Hachmühlen.

### Carl Banneitz
1890 verließ Carl Banneitz (1854–1912) mit seinem ältesten Bruder Otto das familiäre Unternehmen. In Hannover gründeten sie zusammen mit dem jüngeren Bruder William (1858–1903) die Stuhlfabrik Banneitz & Co. Zuvor hatte Carl Banneitz einen beruflichen Misserfolg zu verzeichnen gehabt, hatte er sich doch bei der Ockergewinnung verkalkuliert. Die Firma Banneitz & Co. stellte für ihn so eine willkommene Möglichkeit dar, wieder rentabel zu werden. 

## Gebr. Banneitz
Im Amtsgericht Springe als „Offene Handelsgesellschaft, 1. April 1880, Geb. Banneitz, Feldmark Hachmühlen beim Bahnhof Münder“ eingetragen, stellten die Gebr. Banneitz eine Stuhlproduktionsfirma dar, die mit einer Dampfmaschine ausgestattet war. Die Geschäftsführung oblag den Brüdern Otto und Carl Banneitz. Das Unternehmen war so erfolgreich, dass es auch überregional belieferte. Nachdem Carl aus dem Geschäft stieg, unterstützte der jüngere Bruder Emil bei der Leitung der Fabrik. In den 1890er Jahren begann die Firma Gebr. Banneitz neben Stühlen auch weitere Kleinmöbel herzustellen. Luise Banneitz übernahm das Unternehmen nach dem Tod ihres Mannes Otto als Alleinerbin und führte es bis zur Insolvenz der Firma im Jahr 1935. Auf dem ehemaligen Firmengelände der Gebr. Banneitz befindet sich nun die Fabrik des US-amerikanischen Möbelherstellers Haworth, Inc.

## Banneitz & Co.
Durch den naheliegenden Bahnhof Hannovers florierte die neu gegründete Stuhlfabrik Banneitz & Co. Die Firma war sogar so erfolgreich, dass sie expandierte: Es entstand eine Zweitfabrik in Springe am Deister. Von dem Standort erhoffte man sich einen Vorteil aufgrund des stets nachwachsenden Rohstoffs Holz in dem dicht bewaldeten Gebirge. Die Brüder Carl und William teilten die Fabrikstandorte unter sich auf: Carl blieb in Hannover, William ging nach Springe. Nach dem plötzlichen Tod Williams war Carl Banneitz jedoch gezwungen auch die Leitung der Springer Fabrik zu übernehmen. Seiner Frau Hedwig Banneitz übergab er die Vertretungsmacht. 1905 entschloss er sich, sich allein auf das Unternehmen am Deister zu konzentrieren und verkaufte die Hannoversche Fabrik. Nach Carls Tod war Hedwig Banneitz die Alleinerbin. Sie übergab ihrem Sohn Wilhelm jedoch das Mitinhaberecht. Die Machtergreifung der NSDAP sorgte erneut für Aufruhr in der Banneitz’schen Familie: Wilhelm entzog sich den Ansichten des NS-Staates. Seine Mutter verstarb, sodass er seine wichtigste Ansprechpartnerin verlor. Gesundheitlich ging es ihm stetig schlechter. 1934 verstarb Wilhelm Banneitz und Walter Banneitz, ein Cousin, erbte das Unternehmen. Dieser konnte die Firma nur kurze Zeit halten, bis sie ein Großunternehmer des NS-Staates übernahm und Banneitz & Co. an die „Bähre & Greten GmbH, Spezialgeräte für die Flugzeugindustrie“ überging.